# Jan Kasprowicz
Jan Kasprowicz, född 12 december 1860, död 1 augusti 1926 i Zakopane, var en polsk litteraturvetare och poet.
Kasprowicz, från 1909 professor i jämförande litteraturhistoria i Lwów, var Polens främste lyriker under 1900-talets första decennier. Erotisk och meditativ centralyrik utgjorde kärnan i hans alster, som tog avgörande intryck från bland andra Friedrich Nietzsche och Mary Shelley. Det polska landskapet - slätterna i Västpolen och bergen i Galizien (Tratrahöglandet) - hade i honom en utsökt skildrare. Ett mystiskt religiöst moment ingår även i hans diktning. Han översatte också partier av Henrik Ibsens dramer till polska. Bland Kasprowicz talrika diktsamlingar märks Poesier (1889), Kärlek (1894), Åt denna värld, som förgås (1901), De fattiges bok (1916) och Min värld (1926). Kasprowicz skrev även fantastiska skådespel såsom En midsommarnatts saga (1900), Herodias' fest med flera.